# Antonio Caldara
Antonio Caldara (Velence, 1670 vagy 1671 – Bécs, 1736. december 26.) olasz barokk zeneszerző, aki élete jelentőségteljes részét töltötte Bécsben. Munkássága hatással volt az önálló, német nyelvű opera kialakulására.

## Élete
Caldara velencei hegedűscsalád gyermeke volt. Zenei pályafutását a Szent Márk-székesegyházban kezdte: ahogy a korban általános volt, gyermekkorában a templomi kórus énekese volt. Kóristaként lehetősége volt számos hangszer ismeretét alapfokon elsajátítani. Ekkoriban főleg vonósokon tanult játszani. Mestere Giovanni Legrenzi volt. Húszévesen debütált első operájával. A L’Argene című darabot a Teatro ai Saloni mutatta be Velencében. 1690-ben már mint független zenész kereste a kenyerét. Ebben az évben három operája is színpadra került, és közben hangszeres zenét is komponált, valamint kantáták is kikerültek a kezei alól. Operái mellett azonban főleg oratóriumaival aratott jelentős sikereket.
1699-ben Mantovába költözött, ahol a hercegi udvar zenemestere lett. 1707-ig tevékenykedett itt. Az akkoriban a városban uralkodó zavaros politikai viszonyoknak kell tulajdonítanunk, hogy ebből az időszakból mindössze egy operája maradt fent. 1707-ben Rómába utazott, ahol a következő évben az Il martirio di S. Caterina című oratóriummal mutatkozott be a közönségnek, mint zeneszerző. Ekkor már javában dúlt a spanyol örökösödési háború. A Habsburg csapatok előretörése miatt Caldara Barcelonába utazott, ahol felajánlotta szolgálatait Habsburg Károly hercegnek (a későbbi III. Károly magyar királynak). A zeneszerző Il piu bel nome című operája valószínűleg az első olasz opera volt, amely színpadra került Spanyolországban. A darabot a Károly esküvője alkalmából rendezett ünnepségek keretei között mutatták be. 1709-ben Caldara visszatért Rómába, ahol megszilárdította pozícióit. Valósággal ontani kezdte magából a műveket. 1711-ben meg is nősült: feleségül vette Caterina Petrolli énekesnőt.
1711-ben a 32 éves I. József az akkoriban dúló himlőjárvány áldozatának álcázva mérgezésben meghal. A halálhírt hallva Caldara még ugyanebben az évben Bécsbe utazott, hogy részt vegyen III. Károly (német-római császárként VI. Károly) beiktatási szertartásán és felelevenítse kapcsolatát a volt trónörökössel. Feltehetőleg abban reménykedett, hogy amikor Károly császár lesz, lesz esélye egy udvari poszt elnyerésére. Azonban csalódnia kellett: a két legfontosabb udvari zenei tisztségben Marc'Antonio Ziani és Johann Joseph Fux pozícióját erősítették meg. Állást tehát nem sikerült szereznie, de felkérést kapott a Szent István, Magyarország első királya című oratórium megírására, amely allegorikus művel III. Károly magyar király - később német-római császár - XI. Kelemen pápának kívánt ezzel ajándékot adni, s ezzel kieszközölni, hogy a pápa áldását adja a megkoronázására. A magyar határokon kívül ritkán lehet találkozni ilyen elkötelezett és jó szándékú magyarság-ábrázolással; Szent István alakján keresztül példaképként jelenik meg a história. Dolga végeztével végül Salzburg érintésével visszautazott Rómába. 1712-ben tizenkét motettát írt Ottoboni bíboros megrendelésére. Ezekkel nagy sikert aratott.1715-ben meghalt Ziani, a bécsi udvar zenemestere. Helyettese, Johann Joseph Fux nyerte el a tisztséget, Caldara pedig kísérletet tett Fux korábbi pozíciójának megszerzésére. Kérelmét - Fux támogatásával - ezúttal elfogadták, így 1716-ban Caldara a bécsi udvar helyettes zenemestere lett. A zeneszerző felbuzdult a sikeren: nagy alkotási láz vett rajta erőt. A következő húsz évben 34 operát és 20 oratóriumot írt a Habsburg udvar számára. Emellett persze az egyházzenei igényeket is ki kellett elégítenie.
Fux betegeskedése folytán egyre inkább Caldara látta el annak bizonyos feladatait, sőt a szintén betegeskedő udvari zeneszerző, Antonio Conti helyett is többször kényszerült helytállni. 1729-ben még mindig csak helyettes zenemester volt, de már jóval többet keresett, mint Fux. A közvélemény pedig meg volt győződve róla, hogy a császár zenei igényeit csakis Caldara tudja kielégíteni. A zeneszerző közben a drezdai katolikus udvar számára is komponált és fogadta az onnan érkező tanítványokat. 1736-ban bekövetkezett haláláig aktívan tevékenykedett: életében több, mint hetven operát, több, mint harminc oratóriumot, valamint számos motettát és szonátát komponált. 1729-től szorosan együttműködött Pietro Antonio Domenico Trapassival, aki ekkortól bécsi udvari librettistaként működött.

## Munkássága
A maga korában Caldarát a legnagyobb komponisták között tartották számon, még Johann Sebastian Bach is buzgón tanulmányozta művészetét. Georg Philipp Telemann fiatalkori egyházi és hangszeres zenéjét Caldara művei alapján írta. De Joseph Haydn, Wolfgang Amadeus Mozart, Ludwig van Beethoven vagy Johannes Brahms is csodálta és gyűjtötte műveit. A XX. századi zenetörténészek közül egyesek Alessandro Scarlatti és Georg Friedrich Händel mellé rangsorolják.
Kétségtelen, hogy Caldara zenéje rendkívül változatos. A komponista magabiztosan kezelte a homofón és a polifón zenei eszköztárat egyaránt. Műveit rendkívül alaposan szerkesztette meg, dallaminvenciója bőséges volt és felkészültsége is párját ritkította a maga korában. Merített a gregorián zenéből és felhasználta a barokk szinte valamennyi jelentős formai eszköztárát. Bár írt hangszeres darabokat (szonáta) is, vokális művei (kantáta) mellett eltörpül hangszeres muzsikájának jelentősége.
Ma elsősorban miséit és oratóriumait adják elő. Tíz ellenpontos, régi stílusú misét vetett papírra, és kb. hetven úgynevezett koncentráló misét a modern vagy vegyes stílusban. Ezenkívül számos misetétel is fennmaradt a hagyatékában. Caldara kifejlesztette a "kantátamise" típusát: műveiben szólók (áriák, hangszeres kísérettel) és kórusrészek váltakoznak. Az ellenpontos technikájú művek közül a legkiemelkedőbb a Missa artificiosissimae, amely bonyolult kánontechnikákat demonstrál.
Oratóriumai közül a Velence és Róma számára írtak a kései, díszes velencei stílust tükrözik. Ezek a darabok közel állnak az operához. A Bécsben írt művek jól tükrözik VI. Károly császár kidolgozott zene iránti vonzalmát: teltebb hangzásúak, hangsúlyozott ellenpont technikával. A Cristo Condannato című oratóriumában a szerző a kórus és áriatémák egész újszerű motivikai kapcsolatát hozta létre.